# Nambalia roychowdhurii
La nambalia (Nambalia roychowdhurii) è un dinosauro erbivoro appartenente ai sauropodomorfi. Visse nel Triassico superiore (Norico/Retico, circa 210 milioni di anni fa) e i suoi resti fossili sono stati ritrovati in India. 

## Descrizione
Questo dinosauro è conosciuto per tre scheletri parziali privi di cranio, riferibili ad animali di taglia diversa fra loro. L'olotipo (l'esemplare su cui si basa la specie) comprende un ilio destro e gran parte della zampa posteriore sinistra, mentre gli altri due individui comprendono ossa della pelvi, parte delle zampe anteriori e posteriori e alcune vertebre caudali. Nambalia doveva essere un animale di dimensioni medie, dotato di un collo moderatamernte allungato e di zampe anteriori fornite di cinque dita artigliate. 

## Classificazione
Descritto per la prima volta nel 2011, Nambalia è stato classificato tra i sauropodomorfi basali, ovvero quel gruppo di dinosauri che verso la fine del Triassico diede origine ai veri sauropodi (i giganti dal collo lungo tipici del Giurassico e del Cretaceo). Un'analisi cladistica indica che Nambalia era più basale (primitivo) rispetto a Plateosauravus, Efraasia, Ruehleia e i plateosauridi, ma era più evoluto di Thecodontosaurus, Pantydraco e i guaibasauridi. 
Nambalia è stato ritrovato nella formazione Maleri superiore (Andhra Pradesh, India centrale), dove sono stati ritrovati i resti di un plateosauride (Jaklapallisaurus), un guaibasauride e due dinosauriformi.

## Significato del nome
Il nome generico, Nambalia, deriva dal villaggio di Nambal nei pressi del quale sono stati ritrovati i resti fossili; l'epiteto specifico, roychowdhurii, è in onore di Roy Chowdhuri, per le sue ricerche riguardanti le faune a vertebrati del Triassico dell'India.